# Jesús García Burillo
Jesús García Burillo (ur. 28 maja 1942 w Alfamén) – hiszpański duchowny katolicki, biskup Ávili w latach 2003-2018.

## Życiorys
Święcenia kapłańskie otrzymał 25 lipca 1971. Doktoryzował się z teologii biblijnej na Papieskim Uniwersytecie Comillas. Inkardynowany w 1975 do archidiecezji madryckiej, przez ponad 20 lat pełnił funkcję profesora miejscowego instytutu teologicznego. Od 1985 pracował także jako sekretarz, a następnie wikariusz biskupi dla kilku diecezjalnych regionów.

### Episkopat
19 czerwca 1998 papież Jan Paweł II mianował go biskupem pomocniczym diecezji Orihuela-Alicante, ze stolicą tytularną Basti. Sakry biskupiej udzielił mu 19 września 1998 bp Victorio Oliver Domingo.
9 stycznia 2003 został prekonizowany biskupem ordynariuszem diecezji Ávili, zaś 23 lutego 2003 kanonicznie objął urząd.
6 listopada 2018 przeszedł na emeryturę.
16 stycznia 2019 został administratorem apostolskim diecezji Ciudad Rodrigo.